# ترابرد باری

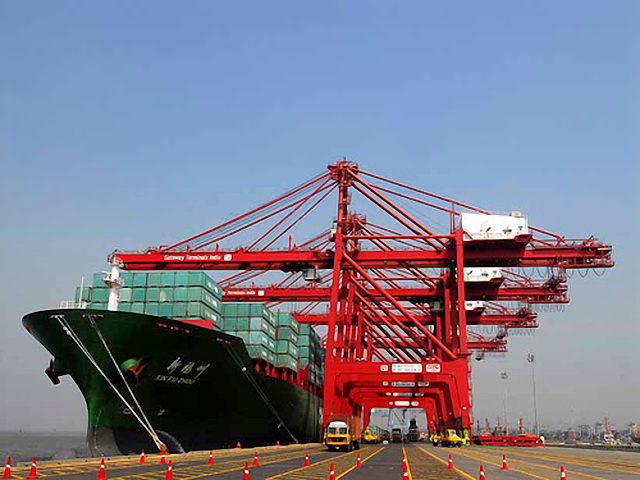
یک کشتی باری، در بندر جواهر لعل نهرو، در مومبای نو

ترابرد باری (به انگلیسی: Freight transport) فرایند فیزیکی ترابری کلیه اقلام تولید دست بشر اعم از کالاهای اقتصادی، فراورده‌های تجاری و محموله‌ها است.
کشتیرانی در زبان فارسی اصطلاحی است، که به ترابرد از راه دریا اشاره دارد، اما در زبان انگلیسی‌آمریکا این واژه (Shipping)، توسعه یافته و برای اشاره به ترابری زمینی، ترابری ریلی و هوایی نیز به‌کار می‌رود.